# Offenses
Offenses est un roman de Constance Debré paru en 2023. Pour ce roman, l'autrice s'éloigne de l'autofiction de ses trois précédents livres et utilise son passé d'avocate pour évoquer une affaire judiciaire.

## Résumé
Un homme, père à 20 ans et qui doit de l'argent à un trafiquant de drogue, est accusé du meurtre d'une vieille dame et fait face à son procès.

## Accueil
Nathalie Crom pour Télérama qualifie le roman de « réflexion radicale sur l'individu solitaire face au groupe, la violence individuelle et collective, la figure du meurtrier dans la littérature et dans la société ». Nelly Kaprièlian pour Les Inrockuptibles évoque un « court texte aux allures de « J'accuse » radical et salutairement dérangeant sur la misère et les injustices ».